# Leon Edwards
Leon Edwards (Kingston, 25 de agosto de 1991) é um lutador profissional britânico de MMA. Edwards foi campeão Peso Meio-Médio pelo BAMMA, e ex-campeão mundial Meio-Médio pelo UFC.

## Carreira no MMA

### Início de carreira
Edwards iniciou sua carreira no MMA em 2010, fazendo sua estreia no MMA amador no Bushido Challenge 2 - A New Dawn. Edwards venceu Carl Booth por finalização (chave de braço) no segundo round.

### Fight UK MMA
Edwards, então, assinou um contrato com o Fight UK MMA. Ele estreou na promoção contra Damian Zlotnicki, vencendo por nocaute técnico no primeiro round. Em seguida, ele realizou mais duas lutas na organização, vencendo Pawel Zwiefka e perdendo para Delroy McDowell por desqualificação, por conta de uma joelhada ilegal.

### Pós-Fight UK MMA
Edwards compilou um cartel de 2-1 no Fight UK MMA. Ele, então, lutou contra Craig White, no Strength and Honor 14, vencendo por decisão. Então, Edwards foi lutar no BAMMA, vencendo todas suas cinco lutas. Durante sua temporada no BAMMA, ele conquistou o cinturão no peso-meio-médio batendo Wayne Murrie, e fez uma defesa contra Shaun Taylor. A defesa contra Taylor foi a sua última luta com o BAMMA, pois ele assinou contrato com o UFC após isso.

### Ultimate Fighting Championship
Edwards fez sua estreia na promoção contra Cláudio Silva, em 8 de novembro de 2014, no UFC Fight Night: Shogun vs. St. Preux. Silva derrotou Edwards por decisão dividida.
Edwards enfrentou o veterano Seth Baczynski, em 11 de abril de 2015, no UFC Fight Night: Gonzaga vs. Cro Cop 2. Edwards nocauteou Seth Baczynski em 8 segundos com um direto de esquerda.  O resultado fez Edwards ganhar um bônus de Performance da Noite.
Edwards enfrentou Pawel Pawlak, em 18 de julho de 2015, no UFC Fight Night 72. Ele ganhou a luta por decisão unânime.
Edwards enfrentou Kamaru Usman, em 19 de dezembro de 2015, no UFC on Fox: dos Anjos vs. Cerrone II.  Ele perdeu a luta por decisão unânime.
Edwards enfrentou Dominic Waters, em 8 de maio de 2016, no UFC Fight Night: Overeem vs. Arlovski. Ele ganhou a luta por decisão unânime.
Edwards enfrentou Albert Tumenov, em 8 de outubro de 2016, no UFC 204. Ele ganhou a luta por finalização no terceiro round.
Edwards enfrentou Vicente Luque, em 18 de março de 2017, no UFC Fight Night 107. Ele ganhou a luta por decisão unânime.

## Vida pessoal
Edwards cresceu em Birmingham, Inglaterra, mas é originalmente de Kingston, Jamaica. Quando ele tinha 14 anos, seu pai morreu em um tiroteio em uma boate de Londres. Ele começou a treinar MMA quando tinha 17 anos. Seu apelido foi dado a ele por seus amigos na escola. Leon estudou na Aston Manor Academy, juntamente com o atacante do Stoke City F.C., Saido Berahino, e com os jogadores de críquete, Ateeq Javid e Recordo Gordon.

## Campeonatos e realizações

### Artes marciais mistas
Ultimate Fighting Championship
- Campeão Meio-Médio do UFC (uma vez, atual)
- Performance da Noite (duas vezes) vs. Seth Baczynski[20] e Kamaru Usman[21]
- Sétima vitória mais rápida do UFC vs. Seth Baczynski (8 segundos)[22]

BAMMA
- Campeão Peso-Meio-Médio do BAMMA (uma vez)
  - Uma defesa de cinturão

## Cartel no MMA
| Cartel no MMA       |             |            |
| 26 lutas            | 22 vitórias | 3 derrotas |
| Por nocaute         | 7           | 0          |
| Por finalização     | 3           | 0          |
| Por decisão         | 12          | 2          |
| Por desqualificação | 0           | 1          |
| No contest          | 1           | 1          |

| Res.    | Cartel   | Oponente         | Método                            | Evento                                  | Data       | Round | Tempo | Local                | Notas                                                                                           |
| ------- | -------- | ---------------- | --------------------------------- | --------------------------------------- | ---------- | ----- | ----- | -------------------- | ----------------------------------------------------------------------------------------------- |
| Derrota | 22-5 (1) | Sean Brady       | Finalização (guilhotina)          | UFC Fight Night: Edwards vs. Brady      | 22/03/2025 | 4     | 1:39  | Londres              | Luta principal do evento.                                                                       |
| Derrota | 22-4 (1) | Belal Muhammad   | Decisão (unânime)                 | UFC 304: Edwards vs. Muhammad 2         | 27/07/2024 | 5     | 5:00  | Manchester           | Perdeu o Cinturão Meio Médio do UFC.                                                            |
| Vitória | 22-3 (1) | Colby Covington  | Decisão (unânime)                 | UFC 296: Edwards vs. Covington          | 16/12/2023 | 5     | 5:00  | Las Vegas, Nevada    | Defendeu o Cinturão Meio Médio do UFC.                                                          |
| Vitória | 21-3 (1) | Kamaru Usman     | Decisão (majoritária)             | UFC 286: Edwards vs. Usman 3            | 18/03/2023 | 5     | 5:00  | Londres              | Defendeu o Cinturão Meio Médio do UFC; Edwards teve 1 ponto de dedução por sucessivas faltas.   |
| Vitória | 20-3 (1) | Kamaru Usman     | Nocaute (chute na cabeça)         | UFC 278: Usman vs. Edwards 2            | 20/08/2022 | 5     | 4:04  | Salt Lake City, Utah | Ganhou o Cinturão Meio Médio do UFC; Performance da Noite.                                      |
| Vitória | 19-3 (1) | Nate Diaz        | Decisão (unânime)                 | UFC 263: Adesanya vs. Vettori 2         | 12/06/2021 | 5     | 5:00  | Glendale, Arizona    | Foi a primeira luta de 5 rounds sem ser a luta principal ou por um cinturão na história do UFC. |
| NC      | 18-3 (1) | Belal Muhammad   | Sem Resultado (dedada ilegal)     | UFC Fight Night: Edwards vs. Muhammad   | 13/03/2021 | 2     | 0:18  | Las Vegas, Nevada    | Edwards acertou uma dedada no olho de Muhammad.                                                 |
| Vitória | 18-3     | Rafael dos Anjos | Decisão (unânime)                 | UFC on ESPN: dos Anjos vs. Edwards      | 20/07/2019 | 5     | 5:00  | San Antonio, Texas   |                                                                                                 |
| Vitoria | 17-3     | Gunnar Nelson    | Decisão (dividida)                | UFC Fight Night: Till vs. Masvidal      | 16/03/2019 | 3     | 5:00  | Londres              |                                                                                                 |
| Vitória | 16-3     | Donald Cerrone   | Decisão (unânime)                 | UFC Fight Night: Cowboy vs. Edwards     | 23/06/2018 | 5     | 5:00  | Kallang              |                                                                                                 |
| Vitória | 15-3     | Peter Sobotta    | Nocaute Técnico (socos)           | UFC Fight Night: Werdum vs. Volkov      | 17/03/2018 | 3     | 4:59  | Londres              |                                                                                                 |
| Vitória | 14-3     | Bryan Barberena  | Decisão (unânime)                 | UFC Fight Night: Volkov vs. Struve      | 02/09/2017 | 3     | 5:00  | Roterdão             |                                                                                                 |
| Vitória | 13-3     | Vicente Luque    | Decisão (unânime)                 | UFC Fight Night: Manuwa vs. Anderson    | 18/03/2017 | 3     | 5:00  | Londres              |                                                                                                 |
| Vitória | 12-3     | Albert Tumenov   | Finalização (mata leão)           | UFC 204: Bisping vs. Henderson II       | 08/10/2016 | 3     | 3:01  | Manchester           |                                                                                                 |
| Vitória | 11-3     | Dominic Waters   | Decisão (unânime)                 | UFC Fight Night: Overeem vs. Arlovski   | 08/05/2016 | 3     | 5:00  | Rotterdam            |                                                                                                 |
| Derrota | 10-3     | Kamaru Usman     | Decisão (unânime)                 | UFC on Fox: dos Anjos vs. Cerrone II    | 19/12/2015 | 3     | 5:00  | Orlando, Florida     |                                                                                                 |
| Vitória | 10-2     | Pawel Pawlak     | Decisão (unânime)                 | UFC Fight Night: Bisping vs. Leites     | 18/07/2015 | 3     | 5:00  | Glasgow              |                                                                                                 |
| Vitória | 9-2      | Seth Baczynski   | Nocaute (socos)                   | UFC Fight Night: Gonzaga vs. Cro Cop II | 11/04/2015 | 1     | 0:08  | Kraków               | Performance da Noite.                                                                           |
| Derrota | 8-2      | Cláudio Silva    | Decisão (dividida)                | UFC Fight Night: Shogun vs. St. Preux   | 08/11/2014 | 3     | 5:00  | Uberlândia           | Estreia no UFC.                                                                                 |
| Vitória | 8-1      | Shaun Taylor     | Nocaute (soco)                    | BAMMA 16: Daley vs. da Rocha            | 13/09/2014 | 3     | 3:30  | Manchester           | Defendeu o Cinturão Meio Médio do BAMMA.                                                        |
| Vitória | 7-1      | Wayne Murrie     | Finalização (mata leão)           | BAMMA 15: Thompson vs. Selmani          | 05/05/2014 | 3     | 3:13  | Hackney              | Ganhou o Cinturão Peso-Meio-Médio do BAMMA.                                                     |
| Vitória | 6-1      | Wendle Lewis     | Nocaute (socos)                   | BAMMA 14: Daley vs. da Silva            | 14/12/2013 | 1     | 1:20  | Birmingham           |                                                                                                 |
| Vitória | 5-1      | Adam Boussif     | Finalização (triângulo de braço)  | BAMMA 13: Nunes vs. Jones               | 13/09/2013 | 1     | 2:10  | Birmingham           |                                                                                                 |
| Vitória | 4-1      | Jonathan Bilton  | Nocaute Técnico (joelhadas)       | BAMMA 11: Marshman vs. Foupa-Pokam      | 01/12/2012 | 2     | 1:11  | Birmingham           |                                                                                                 |
| Vitória | 3-1      | Craig White      | Decisão Técnica                   | SAH 14: Strength And Honour 14          | 03/11/2012 | 2     | 5:00  | Exeter               |                                                                                                 |
| Derrota | 2-1      | Delroy McDowell  | Desqualificação (joelhada ilegal) | Fight UK MMA: Fight UK 6                | 25/02/2012 | 3     | 2:40  | Leicester            | Retornou aos Meio Médios.                                                                       |
| Vitória | 2-0      | Pawel Zwiefka    | Decisão (unânime)                 | Fight UK MMA: Fight UK 5                | 19/11/2011 | 3     | 5:00  | Leicester            | Estreia nos Médios.                                                                             |
| Vitória | 1-0      | Damian Zlotnicki | Nocaute Técnico (socos)           | Fight UK MMA: Fight UK 4                | 05/06/2011 | 1     | 2:15  | Leicester            |                                                                                                 |